# Noun (departement)
Noun är ett departement i Kamerun.   Det ligger i regionen Västra regionen, i den centrala delen av landet, 210 km norr om huvudstaden Yaoundé. Antalet invånare är 434 542.